# Springkikker
De springkikker (Rana dalmatina) is een kikker uit de familie echte kikkers (Ranidae). De soort werd voor het eerst wetenschappelijk beschreven door Karel Lucien Bonaparte in 1839. Later werd onder andere de wetenschappelijke naam Rana gracilis gebruikt.

## Uiterlijke kenmerken
Exemplaren in het noorden van het verspreidingsgebied worden ongeveer 7 centimeter, dieren uit het zuiden kunnen 12 cm bereiken. De soort lijkt qua levenswijze en uiterlijk sterk op de inheemse bruine kikker (R. temporaria). Deze laatste soort wordt echter groter, heeft kleinere achterpoten en meestal meer vlekken in plaats van een wat egale kleur. De oogvlek is bij de springkikker iets driehoekiger en de basiskleur is meestal olijfgroen tot beige-bruin met een donkere vlektekening op de flanken en een duidelijk zichtbare 'nerf' aan iedere zijde van de rug. Net zoals veel Ranidae in Europa heeft deze soort lichtgebandeerde achterpoten.

## Verspreiding en habitat
Deze kikkersoort leeft in loofbossen in Centraal-Europa; Frankrijk, Spanje, Griekenland, Sicilië, Oekraïne, westelijk Turkije tot helemaal in zuidelijk Scandinavië. Duitse populaties bevinden zich niet al te ver van de Nederlandse grens. Recent is de soort in Drenthe aangetroffen, maar hij is daar hoogstwaarschijnlijk geïntroduceerd.
De kikker heeft een voorkeur voor open plekken zoals bosranden en oevers van meertjes en vennen op vochtige plekken in de strooisellaag. Deze soort staat bekend om het relatief grote springvermogen. De springkikker is niet zo aan water gebonden als sommige andere soorten en leeft buiten de paartijd voornamelijk op het land. Daar is hij echter kwetsbaarder, met name als het water wat verder weg is. Opmerkelijk is dat de mannetjes op de bodem van een poel overwinteren, vrouwtjes juist op het land in een schuilplaats. Het voedsel bestaat voornamelijk uit wormen en insecten, ook wel andere kleine ongewervelden worden gegeten.